# Илиенворт
Илиенворт (нем. Ihlienworth) — община в Германии, в земле Нижняя Саксония.
Входит в состав района Куксхафен. Подчиняется союзу общин Ланд-Хадельн. Население составляет 1524 человека (на 31 декабря 2019 года). Занимает площадь 40,29 км².

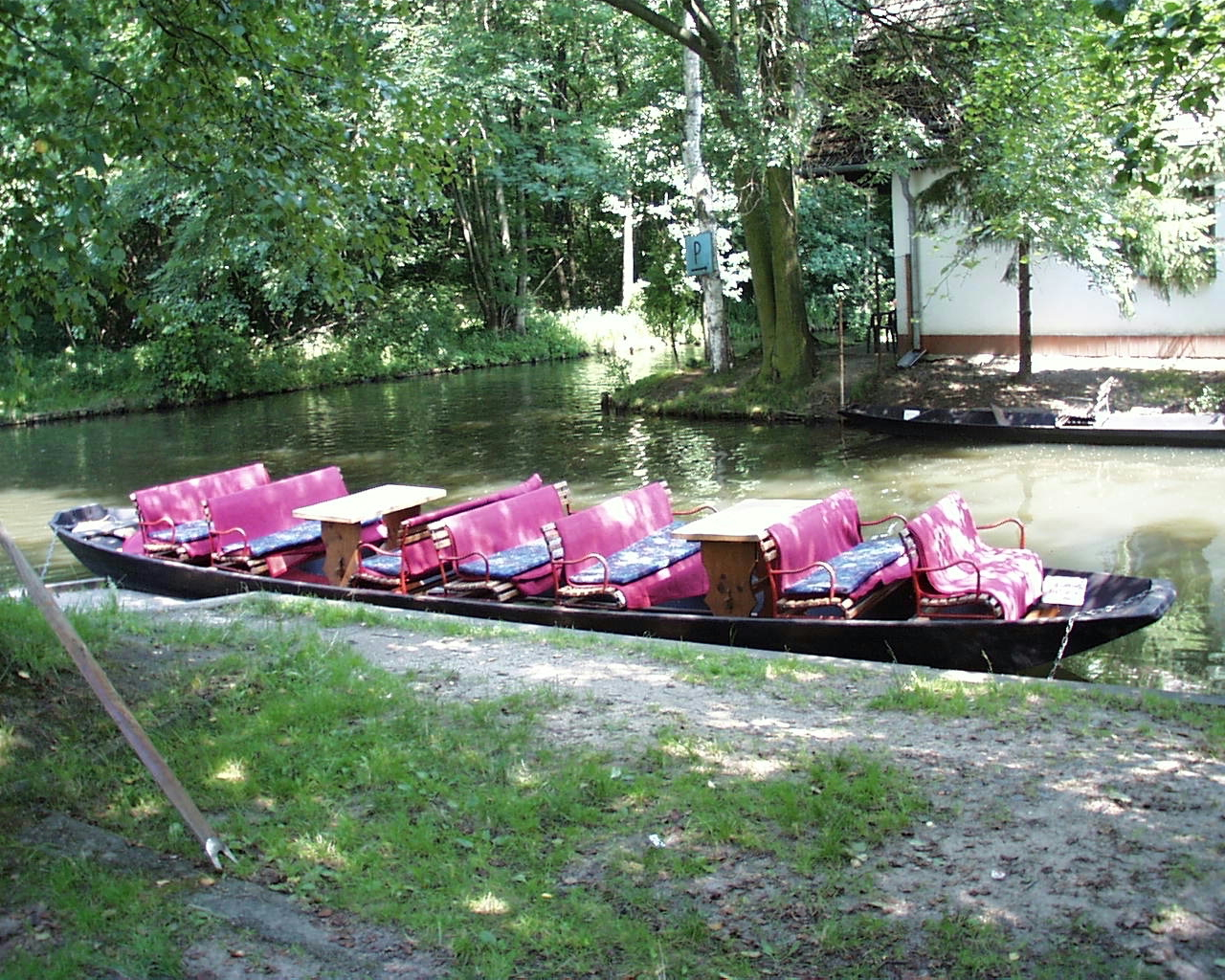
Илиенворт

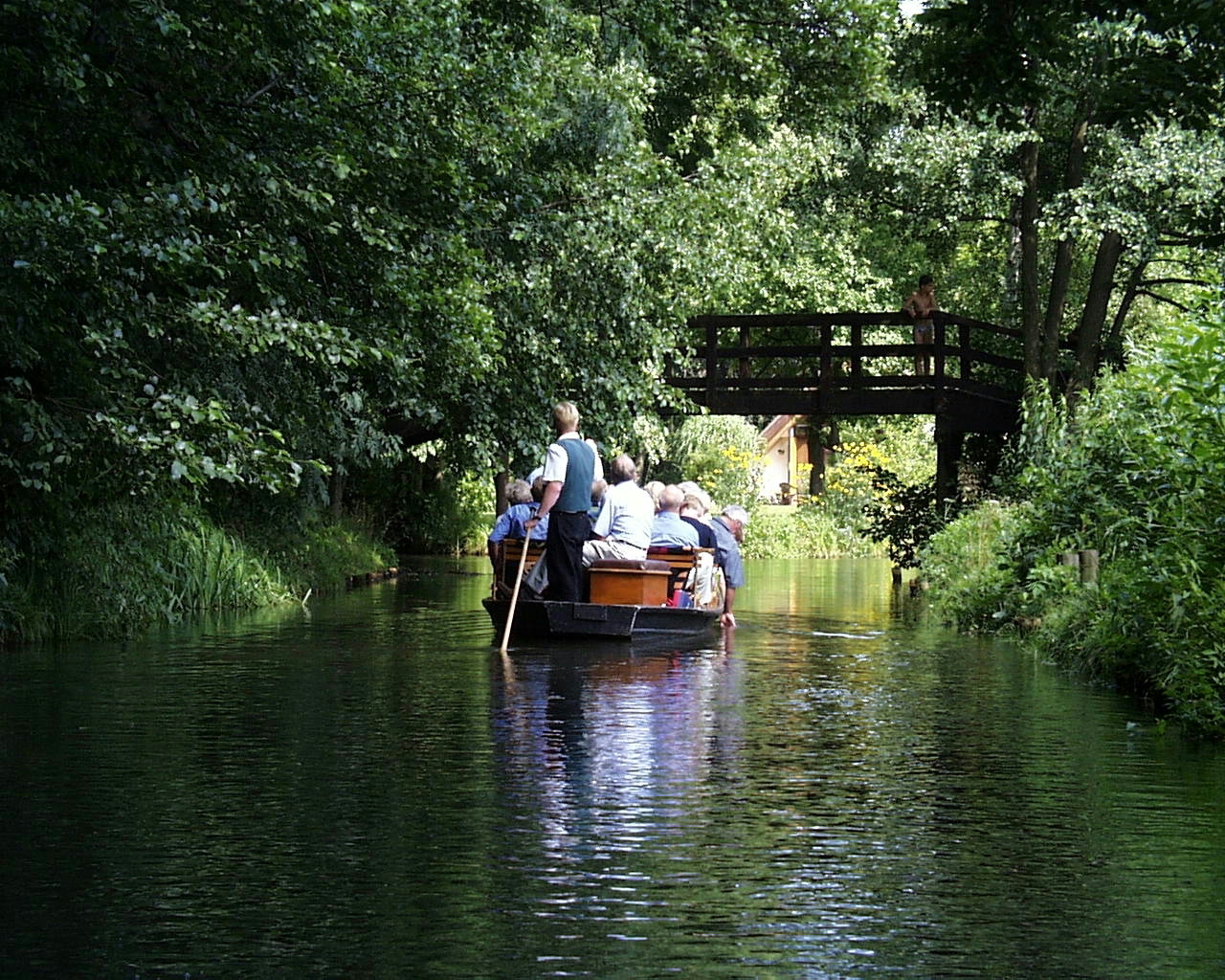
Илиенворт